# Luis Donaldo Colosio, Tamuín
Luis Donaldo Colosio är en ort i Mexiko.   Den ligger i kommunen Tamuín och delstaten San Luis Potosí, i den centrala delen av landet, 300 km norr om huvudstaden Mexico City. Luis Donaldo Colosio ligger 64 meter över havet och antalet invånare är 323.
Terrängen runt Luis Donaldo Colosio är platt. Runt Luis Donaldo Colosio är det ganska glesbefolkat, med 25 invånare per kvadratkilometer. Närmaste större samhälle är Tamuin, 17,5 km sydväst om Luis Donaldo Colosio. Omgivningarna runt Luis Donaldo Colosio är en mosaik av jordbruksmark och naturlig växtlighet.